# Дерек Бел
Дерек Бел (на английски: Derek Bell) е бивш британски автомобилен състезател, пилот от Формула 1. Роден на 31 октомври 1941 г. в Пинер, Великобритания.

## Формула 1
Дерек Бел прави своя дебют във Формула 1 в Голямата награда на Италия през 1968 г. В световния шампионат записва 16 състезания като печели една точка, състезава се за четири различни отбора.

## 24 часа на Льо Ман
Дерек Бел е многократен участник в надпредварата за 24 часа на Льо Ман, като печели пет пъти през годините, а именно през: 1975, 1981, 1982, 1986, 1987.